# Canas (São Paulo)
Canas é um município brasileiro do estado de São Paulo, na microrregião de Guaratinguetá. Sua população estimada em 2024 pelo IBGE era de 5.049 habitantes.

## História

### Formação territorial-administrativa
Histórico da formação do município:
- Distrito criado com sede no povoado de mesmo nome, município de Lorena, e território desmembrado deste município pela Lei nº 8.092, de 28/02/1964.
- Município criado pela Lei nº 8.550, de 30/12/1993.

## Geografia
Localiza-se a uma latitude 22º42'13" sul e a uma longitude 45º03'19" oeste, estando a uma altitude de 530 metros. Possui uma área de 53.261 km². A densidade demográfica é de 77,92 hab/km². O município fica entre Cachoeira Paulista a nordeste e Lorena a sudoeste.

### Hidrografia
- Rio Paraíba do Sul
- Ribeirão Caninhas
- Ribeirão Canas
- Córrego do Tijuco Preto

### Rodovias
- BR-116
- SP-58

### Ferrovias
- Ramal de São Paulo da antiga Estrada de Ferro Central do Brasil [6]

## Demografia

### População
| Crescimento populacional                             | Crescimento populacional | Crescimento populacional | Crescimento populacional |
| Ano                                                  | População Total          |                          | %±                       |
| ---------------------------------------------------- | ------------------------ | ------------------------ | ------------------------ |
| 2000                                                 | 3 614                    |                          | —                        |
| 2010                                                 | 4 385                    |                          | 21,3%                    |
| 2022                                                 | 4 931                    |                          | 12,5%                    |
| Est. 2024                                            | 5 049                    | [ 7 ]                    | 2,4%                     |
| Fontes: Censos Demográficos IBGE e Estimativas SEADE |                          |                          |                          |

### Dados demográficos
Dados do Censo - 2000
População Total: 3.614
- Urbana: 3.041
- Rural: 573
- Homens: 1.865
- Mulheres: 1.748

Densidade demográfica (hab./km²): 71,14
Mortalidade infantil até 1 ano (por mil): 16,97
Expectativa de vida (anos): 70,64
Taxa de fecundidade (filhos por mulher): 2,60
Taxa de Alfabetização: 98,13%
Índice de Desenvolvimento Humano (IDH-M): 0,753
- IDH-M Renda: 0,640
- IDH-M Longevidade: 0,761
- IDH-M Educação: 0,857

(Fonte: IPEADATA)

## Política e administração
- Prefeita: Gustavo Lucena (2025/2028)
- Vice-prefeita: Anália Aparecida Bruno da Silva
- Presidente da câmara: Laerte Zanin (2025/2026)

## Infraestrutura

### Comunicações
O sistema de telefones automáticos, assim como o sistema de discagem direta à distância (DDD) com o código de área (0125), foram implantados pela Telecomunicações de São Paulo (TELESP).
Na década de 90 o código DDD da cidade foi alterado para (012), para padronização do sistema telefônico com a telefonia celular que estava sendo implantada em todo o estado.

## Religião
O Cristianismo se faz presente na cidade da seguinte forma:

### Igreja Católica
- A igreja faz parte da Diocese de Lorena.[15]

### Igrejas Evangélicas
Entre as igrejas protestantes históricas, pentecostais e neopentecostais, encontram-se na cidade:
- Assembleia de Deus Ministério do Belém.[18][19]
- Congregação Cristã no Brasil.[20]